# Sinoalaria xiaotu
Espèce
Sinoalaria xiaotu est une espèce d'araignées aranéomorphes de la famille des Theridiosomatidae.

## Distribution
Cette espèce est endémique du Viêt Nam,. Elle se rencontre dans les parcs nationaux Xuân Sơn et de Ba Bể.

## Description
Le mâle holotype mesure 1,8 mm et la femelle paratype 2,2 mm

## Systématique et taxinomie
Cette espèce a été décrite par Zhang, Feng, Yu et Lin en 2023.

## Publication originale
- Zhang, Feng, Yu & Lin, 2023 : « A review of the spider genus Sinoalaria (Araneae, Theridiosomatidae), with the descriptions of four new species and two new combinations. » ZooKeys, no 1173, p. 307-338 (texte intégral).